# Hijas Pobres de San José de Calasanz
Las Hijas Pobres de San José de Calasanz son un instituto religioso femenino de derecho pontificio: Las hermanas de esta congregación religiosa, de la familia Calasancia, posponen a su nombre las siglas F.P.S.G.C.

## Historia
La congregación fue fundada en Florencia por Maria Anna Donati (1848-1925) bajo la guía de Celestino Zini, superior provincial de los escolapios y arzobispo electo de Siena: el 24 de junio de 1889 la hermana Celestina Donati y cuatro compañeras más recibieron el hábito religiosos de la mano de Zini dando formalmente inicio a la congregación obteniendo la aprobación diocesana del cardenal Agostino Bausa, arzobispo de Florencia, el 21 de septiembre de 1892.
El fin de las religiosas era la educación de los niños, especialmente de los más pobres, de los abandonados y de los hijos de los encarcelados; Su primera escuela fue inaugurada el 28 de diciembre de 1889, mientras que el 22 de junio de 1891 las hermanas abrieron el primer orfanato.
El instituto recibió la aprobación definitiva del papa Pio X el 18 de diciembre de 1911 y sus constituciones fueron aprobadas por el papa Benedicto XV el 28 de febrero de 1920.
La fundadora, cuyo nombre religioso era madre Celestina de la Madre de Dios, fue beatificada el 30 de marzo de 2008.

## Actividad y difusión
Las Calasancias se dedican a la formación y a la educación cristiana de la juventud.
Están presentes en Italia y Brasil: la sede General está situada en Florencia.
A fecha 31 de diciembre de 2005 el instituto contaba con 99 religiosas distribuidas en 19 casas.